# Experimentalphysik
Die Experimentalphysik versucht, mit Hilfe planmäßig durchgeführter wissenschaftlicher Versuche Aussagen qualitativer und quantitativer Art über physikalische Vorgänge zu erhalten. Die Versuche werden dazu unter jeweils
- gleichen,
- möglichst übersichtlichen,
- reproduzierbaren und
- Störungen vermeidenden

Bedingungen durchgeführt (siehe Experiment). Die Wiederholbarkeit der Experimente ist eine besonders wichtige Forderung, denn nur so lässt sich Objektivität der Aussagen erreichen.
Die Experimentalphysik ist einerseits „Motor“ der theoretischen Physik insofern, als überraschende Versuchsergebnisse in das Denkgebäude der Physik eingebaut werden müssen, andererseits auch getrieben durch die theoretische Physik, weil neue Theorien stets an der Natur geprüft werden müssen, um ihre Sinnfälligkeit, Grenzen und Zusammenhänge zu erforschen.
Die grundlegende Verfahrensweise besteht in
- der Konzeption einschlägiger Versuche,
- der Präparation (Vorbereitung) von Messanordnungen und
- der eigentlichen Messung (Registrierung) von Ergebnissen, d. h. Änderungen von Messgrößen am beobachteten System.